# Tetraphidales
Tetraphidales er en orden af mosser. Der er kun en enkelt familie. 
| Familier |

- Tetraphidaceae